# Leptostrangalia malasiaca
Leptostrangalia malasiaca är en skalbaggsart som beskrevs av Hayashi 1979. Leptostrangalia malasiaca ingår i släktet Leptostrangalia och familjen långhorningar. Inga underarter finns listade i Catalogue of Life.